# Allahu Akbar (hymn Libii)
Allāhu Akbar (arab. الله أكبر, tłum. Bóg jest wielki) – hymn narodowy Libii używany w latach 1969–2011. Słowa do hymnu napisał Mahmoud El-Sherif, a muzykę skomponował Abdalla Shams El-Din. Po rewolucji z 2011 roku libijska Narodowa Rada Tymczasowa przywróciła dawny hymn Libia, Libia, Libia.

## Tekst arabski
'نشيد وطني ليبي
الله أكبر الله اكبر
الله أكبر فوق كيد المعتدي
الله للمظلوم خير مؤيدي
أنا باليقين وبالسلاح سأفتدي
بلدي ونور الحق يسطع في يدي
قولوا معي قولوا معي
الله الله الله أكبر
الله فوق المعتدي
يا هذه الدنيا أطلي واسمعي
جيش الأعادي جاء يبغي مصرعي
بالحق سوف أرده وبمدفعي
وإذا فنيت فسوف أفنيه معي
قولوا معي قولوا معي
الله الله الله اكبر
الله فوق المعتدي
الله أكبر الله أكبر
قولوا معي الويل للمستعمر
وﷲ فوق الغادر المتجبر
الله أكبر يا بلادي كبري
وخذي بناصية المغير ودمري
قولوا معي قولوا معي
الله الله الله أكبر
الله فوق المعتدي

## Transliteracjanaalfabet łaciński
Allahu Akbar
Allāhu Akbar! Allāhu Akbar!
Allāhu Akbar fawqa kaydi l-muʿtadī
Allāhu li-l-maẓlūmi ḫayru muʾaydi
Anā bi-l-yaqīni wa-bi-s-silāḥi saʾaftadī
Baladī wa-nūru l-ḥaqqi yasṭaʿu fī yadī
Qūlū maʿī Qūlū maʿī
Allāhu Allāhu Allāhu Akbar!
Allāhu fawqa l-muʿtadī
Yā haḏihi d-dunyā aṭillī w-asmaʿī
Gayšu l-aʿādī ǧāʾ yabġī maṣraʿī
Bi-l-ḥaqqi sawfa arduhu wa-bumadfaʿī
Wa-iḏā finīt fusūf afnīhi maʿī
Qūlū maʿī Qūlū maʿī
Allāhu Allāhu Allāhu Akbar!
Allāhu fawqa l-muʿtadī
Allāhu akbar! Allāhu akbar!
Qūlū maʿī l-waylu li-l-mustaʿmiri
Wa-llāhu fawqa l-ġāṣibi l-mutakabbiri
Allāhu akbaru yā bilādī kabbirī
Wa-ḫuḏī bin-aṣīyâti l-muġīri wa-dammirī
Qūlū maʿī Qūlū maʿī
Allāhu Allāhu Allāhu Akbar!
Allāhu fawqa l-muʿtadī

## Polskie tłumaczenie (wolne tłumaczenie)
Bóg jest ponad podstępy napastników,
I Bóg jest najlepszym wybawcą z opresji,
Bóg jest ponad podstępy napastników,
I Bóg jest najlepszym wybawcą z opresji,
Z pewnością i z bronią powinienem obronić
Mój naród, prawda jasno świeci w moim ręku;
Powiedz to ze mną, powiedz to ze mną:
Bóg jest wielki, Bóg jest wielki, Bóg jest wielki,
Bóg jest większy nad podstępy napastników!
Obecny świecie, patrz i słuchaj: z bronią i obroną
A jeśli zginę wezmę go ze sobą.
Powiedz to ze mną, powiedz to ze mną:
Bóg jest wielki, Bóg jest wielki, Bóg jest wielki,
Bóg jest większy nad podstępy napastników!